# Everybody (JAY'EDの曲)
「Everybody」（エブリバディ）は、日本の歌手JAY'EDの6枚目のシングルである。2009年10月14日発売。発売元はトイズファクトリー。

## 概要
- 前作から3ヶ月ぶりとなるシングル。

## 収録曲
1. Everybody(4:29)
作詞：JAY'ED、作曲：BACHLOGIC、編曲：JAY'ED
2. Do I Do(5:20)
作詞・作曲：スティーヴィー・ワンダー、編曲：Blue Collector U.K
スティーヴィー・ワンダーのカバー

## 収録アルバム
- オリジナル『MUSICATION』（2009年10月28日）

## タイアップ
- CRY FOR YOU：au Smart Sports CMソング